# 550년

## 연호
- 남량(南梁) 대보(大寶) 원년
- 동위(東魏) 무정(武定) 8년
- 북제(北齊) 천보(天保) 원년
- 서위(西魏) 대통(大統) 16년
- 신라(新羅) 건원(建元) 15년

## 기년
- 남량(南梁) 간문제(簡文帝) 원년
- 동위(東魏) 효정제(孝靜帝) 17년
- 북제(北齊) 문선제(文宣帝) 원년
- 서위(西魏) 경문제(景文帝) 16년
- 신라(新羅) 진흥왕(眞興王) 11년
- 고구려(高句麗) 양원왕(陽原王) 6년
- 백제(百濟) 성왕(聖王) 28년

## 사건
- 남인도에 카루카아 왕조 일어남
- 신라 진흥왕이 이사부 장군을 보내 고구려의 도살성과 백제의 금현성을 두고 그들을 공격하여 함락시켜 두 성을 빼앗음.

## 탄생
- 교황 보니파시오 4세, 67대 로마 교황.